# Comazzo
Comazzo là một đô thị ở tỉnh Lodi trong vùng Lombardia của Italia, cách khoảng 20 km east of Milano và khoảng 20 km northwest of Lodi. Tại thời điểm 31 tháng 12 năm 2004, đô thị này có dân số 1.530 người và diện tích là 12,7 km².
Đô thị Comazzo bao gồm các frazione (subdivision) Lavagna.
Comazzo giáp các đô thị: Truccazzano, Rivolta d'Adda, Liscate, Settala, Merlino.